# Anne Duguël
Anne Duguël, pseudoniem van Anne Liger-Belair (1 augustus 1945 – 21 mei 2015), was een Belgische Franstalige schrijfster. Ze schreef zowel kinderboeken als literatuur voor volwassenen. Ze gebruikte meerdere pseudoniemen: Gudule, Anne Guduël en Anne Carali. Ze is vooral bekend voor haar fantasyboeken die gebaseerd waren op de schaduwkant van sprookjes. Schrijvers die haar inspireerden waren onder anderen Jean Ray en Michel de Ghelderode.
In het Frans zijn La Vie à Reculons en La Bibliothécaire, twee fantasty jeugdboeken, vrij bekend geworden. 
In het Nederlands zijn haar boeken voor kleine kinderen bekender, zoals Het prinsje dat in bed plaste (Le petit prince pissenlit) en Een geboren riddertje (Pas facile d'être un chevalier), beide uitgegeven onder haar pseudoniem Gudule.
Voor haar boek Le chien qui rit ontving zij in 1995 de prijs van de jury op het Fantastica de Géradmer festival in de Vogezen.

## Biografie
Duguël werd geboren in Elsene in een katholiek huishouden. Op haar twaalfde begon ze met gedichten te schrijven. Haar eerste verhaal Le Couvent maudit schreef ze toen ze achttien was. Later werd dit verhaal haar novelle L'Ecole qui n'existait pas. Pas in 1991 debuteerde ze voor volwassenen. Haar laatste roman voor volwassenen werd uitgegeven in 1999. Ze bleef nog tot haar dood kinderboeken schrijven.
Duguël kreeg als tiener een kind uit een eerste relatie. Toen die op de klippen liep, verhuisde ze op negentienjarige leeftijd met haar broer naar Libanon waar ze werkte als kleermaakster en journaliste. Daar ontmoette ze cartoonist Paul Karali met wie ze trouwde en nog twee kinderen kreeg, Olivier en Mélaka. Ze verhuisden naar Parijs waar Duguël opnieuw aan de slag ging als journalist voor onder andere Charlie Hebdo.
- Biblioteca Nacional de España: XX960046
- Bibliothèque nationale de France: cb12057597r (data)
- Gemeinsame Normdatei: 143951122
- International Standard Name Identifier: 0000 0001 1884 4496
- Library of Congress Control Number: no2002060913
- Nationale Bibliotheek van Tsjechië: jn20021118013
- Nationale Bibliotheek van Polen: a0000001206578
- Nederlandse Thesaurus van Auteursnamen: 19039644X
- Système universitaire de documentation: 028818504
- Virtual International Authority File: 267467350
- WorldCat: E39PBJcrh6kb6mYYfHm8xFB9Dq